# Lineal B
El lineal B és un sistema d'escriptura que es va fer servir per a escriure en grec (o micènic) durant l'època micènica de l'any 1600 aC fins al 1100 aC, aproximadament, i va ser el primer pas dels inicis de l'escriptura a Grècia. És un sistema sil·làbic, és a dir, cada grafia representa una síl·laba. Va ser abandonat i oblidat amb l'esfondrament de la civilització micènica, i sembla que no té relació amb l'alfabet grec posterior.

## Origen
Segons els estudiosos, aquest sistema d'escriptura procedeix del que anomenem sistema d'escriptura lineal A, usada pels antics cretencs entre el 1800 aC i el 1400 aC. Seixanta-quatre símbols descendeixen del lineal A, mentre que els vint-i-tres restants són de creació micènica, d'un total, per tant, de 87 símbols. Es compta també amb més de cent símbols amb valor semàntic o ideogrames, és a dir, que representen idees: home, dona, xai, porc, bou, oli, vi, or, bronze... També es té constància de xifres. En el moment d'implantació, la cultura micènica estava plenament desenvolupada, però és difícil determinar el lloc on es va crear el sistema B, si a Grècia o a Creta, ja que no hi ha cap indici que faci decantar la balança cap a un lloc o cap a l'altre.

## Desxiframent

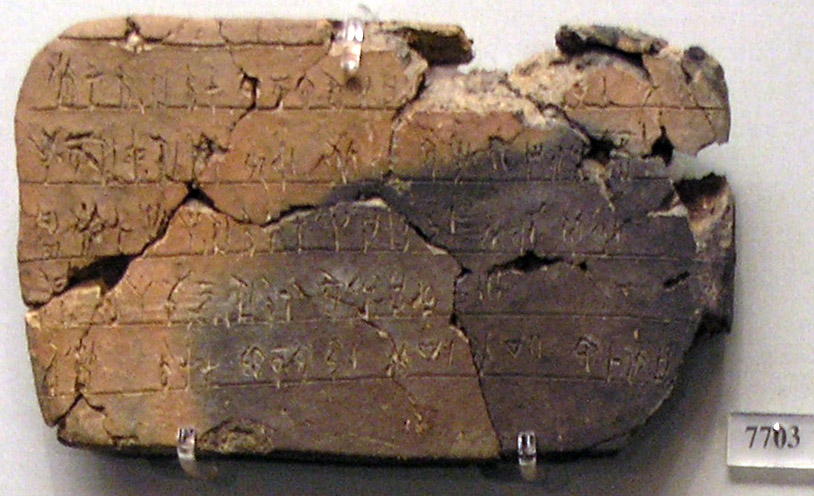
Tauleta micènica amb escriptura lineal B

L'any 1952, l'anglès Michael Ventris, amb l'ajuda de l'especialista John Chadwick, van desxifrar el sistema d'escriptura lineal B. Per aconseguir-ho, van reunir un gran nombre de tauletes, van idear un mètode basat en una quadrícula sil·làbica i, evidentment, van fer servir els extensos coneixements que ja es tenien sobre grec antic.
Les controvertides taules de Tebes tenien continguts més complexos (tradicions, etc.), però menys del que els seus descobridors van voler fer creure.
El còdol de Kafkania, una pedra ovalada trobada en aquesta regió i datada en el segle XVII aC, seria la troballa més antiga d'escriptura micènica, i a la vegada el testimoni més antic conservat de la llengua grega. De tota manera, la seva genuïnitat està discutida.

## Contingut
Les taules conservades solen parlar de distribució de béns; bestiar, llana, gra, etc. Es guardaven en grups dintre de cistelles o prestatges. Les temperatures causades per incendis, erupcions volcàniques (com passava a Cnossos), etcètera, van fer que les marques del teixit dels cistells es marqués a l'argila de la taula.